# Perverts
A Perverts Ethel Cain amerikai énekes és producer zenei műve, amely 2025. január 8-án jelent meg a Daughters of Cain kiadón keresztül. Az énekes egyedül írta és vette fel a lemezt, illetve egyetlen producere is volt. A Perverts műfaját tekintve drone, slowcore, dark ambient és power electronics, amelyet Cain albumtrilógiája mellékprojektjeként adott ki, amely 2022-ben kezdődött meg a Preacher’s Daughter megjelenésével. A projekt dalszövegét tekintve a perverzió különböző módjairól beszél. A projektről egy kislemez jelent meg, a Punish, 2024. november 1-én.
A felvételt méltatták a zenekritikusok, annak ellenére, hogy sokak szerint nehezen volt hallgatható, és teljes ellentéte volt a Preacher’s Daughternek.

## Témák

### Áttekintés
Zenekritikusok műfajilag a drone, slowcore és dark ambient kategóriákba helyezték, de ezek mellett voltak power electronics, folk, 1980-as évekbeli posztindusztriális és noise zene elemei is. A projekt produceri munkája lassú, lo-fi és experimentális. Sok szakértő sötétnek nevezte a lemezt, Lisa Wright (The Guardian) szerint lehetett volna akár a Nosferatu (2024) film zenéje is. Ian Gormely (Exclaim!) egy 2000-es évek végi Mount Eerie-albumhoz hasonlította. Brad Sanders (Stereogum) szerint pedig leginkább a Codeine és a Duster együttesek, míg Anthony Scanga véleményében (Iowa Public Radio) Aphex Twin slowcore zenéjéhez volt hasonló.
Ahogy a Perverts halad, egyre több gitárjáték és vokál hallható rajta, nagyon eltorzítva és módosítva különböző effektusokkal. A dalszövegek leginkább a perverzió módjairól beszélnek, a szövegek gyakran ismételtek. Adam England (Xtra Magazine) ezt a Throbbing Gristle zenéjéhez, és La Monte Young zeneszerzőhöz hasonlította. A 90 perces lemezen kilenc dal szerepel, négy is meghaladja a tíz perces hosszúságot, a leghosszabb 15 perc és 14 másodperc.

### Dalok
A Perverts című nyitódal egy 19. századi, eltorzított keresztény himnusszal, a Közelebb, közelebb, Uram, hozzád!-dal kezdődik. Egy sokat kísérletező, ambient szám, amely 12 perc hosszú. Két kijelentés szerepel a dalban: „Mennyország elhagyta a maszturbálót” és „mindenkivel megtörténik.” A Punish kislemez slowcore, lo-fi zongorajátékkal kezdődik, majd fokozatosan erősödik. Tumblr-oldalán Anhedönia megosztotta, hogy egy pedofilról és gyermekbántalmazóról szól, akit meglőtt áldozatának apja és „bántalmazza saját magát, hogy egy lőtt sebet imitáljon.” Ettől függetlenül kijelentette, hogy bárhogyan értelmezhető. Dalszövegét tekintve sokkal inkább koncentrált, mint bármely másik szám a projekten, vannak benne hivatkozások Gary Plauché amerikai férfira, aki megölte a fiát megerőszakoló férfit, Jeffrey Doucetet. Brad Sanders a dal menetét Aldous Harding 2017-es számához, a Horizonhoz hasonlította. A Housofpsychoticwomn egy minimalista drone-dal, amely a címét Kier-La Janisse House of Psychotic Women: An Autobiographical Topography of Female Neurosis in Horror and Exploitation Films (magyarul kb. Elmebeteg nők háza: A női neurózis egy életrajzi topográfiája a horrorban és exploitation filmekben) könyvéről kapta. Clare Martin (Paste) a 2004-es Az átok horrorfilmhez hasonlította, míg Steven Hyden (Uproxx) David Bowie 1977-es Low című lemezének lassabb számaihoz, illetve az Animal Collective Feels (2005) albumához. Gyakran ismétlődik a dalon a „szeretlek” szó, amelyet egy mély hang mond egy elvesztett szeretőnek. A hét perc hosszú Vacillatoron Anhedönia a szomorú dalszöveget egy bántalmazó szemszögéből írja egy kapcsolatban: „Szeretem azt a hangot, amit kiadsz / mikor a szélen kaparsz / és nincs menekvés.” Az slowcore country ballada az egyetlen dal a projekten, amelyen hallhatók dobok. Eric Mason a dalszerzést a számon Nicole Dollangangerhez hasonlította.
Az ötödik dal címe Onanist, és önkielégítésre utal. A szám képvilágát Dante Pokla, az Isteni színjáték költeményének első színtere inspirálta. Az album leghosszabb dala a Pulldrone, amely egy drone alapon hallható monoton beszéd, utalásokkal a Szája sincsen, úgy üvölt novellára. Martin hangzását a Preacher’s Daughter Ptolemaea című dalához, illetve a Lankum progressízv folkegyüttes munkásságához hasonlította. A dalszövegben Anhedönia hivatkozik Harlan Ellison szerzőre, illetve megosztja saját filozófiai koncepcióját „A bálványképek 12 pillére” néven, amelyet Jean Baudrillard inspirált. Az Etienne és a Thatorchia is hangszeres dalok, amelyek mechanikai hangokat és gitárjátékot tartalmaznak. Címét a korábbi Étienne-Louis Boullée építészről kapta, és akusztikus gitárra, illetve zongorára alapul, egy öngyilkos hajlamú férfi beszédével zárul, aki éppen véget akar vetni az életének azzal, hogy addig fut, míg szívrohamot nem kap. A Thatorchia shoegaze stílusú dal, posztrock outróval, és felhasznál vallásos képeket. Kristen S. Hé (NME) a gitárjátékot és annak felhasználási módját a Lovesliescrushing együtteshez hasonlította. A projekt az Amber Waves számmal zárul, amely az egyik, amelyik inkább szövegközpontú. A cím hivatkozás az America the Beautiful versre, illetve az 1990-es A bőr tükre filmre. Akusztikus gitárra alapul, egy toxikus kapcsolatról beszél benne Anhedönia, azt mondva, hogy „az ördög, akit ismerek, az ördög, akit akarok.” Ian Gormely szerint hasonlít az American Football munkásságához. A lemez a „nem érzek semmit” sorral záródik.

## Számlista
Az összes dal szerzője Hayden Anhedönia (Ethel Cain). 
| Perverts | Perverts            | Perverts | Perverts | Perverts | Perverts | Perverts | Perverts | Perverts | Perverts |
|          | Cím                 | Hossz    |          |          |          |          |          |          |          |
| -------- | ------------------- | -------- | -------- | -------- | -------- | -------- | -------- | -------- | -------- |
| 1.       | Perverts            | 12:04    |          |          |          |          |          |          |          |
| 2.       | Punish              | 6:40     |          |          |          |          |          |          |          |
| 3.       | Housofpsychoticwomn | 13:35    |          |          |          |          |          |          |          |
| 4.       | Vacillator          | 7:44     |          |          |          |          |          |          |          |
| 5.       | Onanist             | 6:24     |          |          |          |          |          |          |          |
| 6.       | Pulldrone           | 15:14    |          |          |          |          |          |          |          |
| 7.       | Etienne             | 8:43     |          |          |          |          |          |          |          |
| 8.       | Thatorchia          | 7:24     |          |          |          |          |          |          |          |
| 9.       | Amber Waves         | 11:32    |          |          |          |          |          |          |          |
| 89:20    |                     |          |          |          |          |          |          |          |          |

- A Perverts feldolgozza a Közelebb, közelebb, Uram, hozzád! keresztény himnuszt, amelyet Sarah Flower Adams és Lowell Mason szerzett 1841-ben.

## Közreműködők
A Tidal adatai alapján.
- Ethel Cain – éneklés, producer, keverés
- Dale Becker – maszterelés
- Matthew Tomasi – dobok (Vacillator), boom (Amber Waves)
- Angel Diaz – lap steel gitár (Punish, Amber Waves), nagybőgő (Onanist), elektromos zongora (Amber Waves)
- Bryan De Leon – akusztikus gitár (Etienne)
- Madeline Johnston – gitár (Amber Waves)

## Slágerlisták
| Slágerlista (2025)                     | Legmagasabb pozíció |
| -------------------------------------- | ------------------- |
| Egyesült Királyság (UK Digital Albums) | 24                  |